# Roland Sallai
Roland Sallai, född 22 maj 1997, är en ungersk fotbollsspelare som spelar för SC Freiburg. Han representerar även Ungerns landslag.